# بدیا (آبخاز)
بدیا (به لاتین: Bedia) یک منطقهٔ مسکونی در گرجستان است که در ناحیه تکوارچلی واقع شده‌است. بدیا ۲۸۸ نفر جمعیت دارد.